# غاري ستيوارت (سياسي)
غاري ستيوارت هو سياسي كندي، ولد في 23 مارس 1938 في بيتيربوروغ في كندا. نشط حزبياً في حزب أونتاريو المحافظ التقدمي. وقد انتخب عضو برلمان مقاطعة أونتاريو.